# Canada op de Olympische Winterspelen 1960
Tijdens de Olympische Winterspelen van 1960, die in Squaw Valley (Verenigde Staten) werden gehouden, nam Canada voor de achtste keer deel.

## Medailleoverzicht
| Sport       | Olympiër                   | Discipline | Medaille |
| ----------- | -------------------------- | ---------- | -------- |
| Alpineskiën | Anne Heggtveit             | slalom (v) | Goud     |
| Kunstrijden | Barbara Wagner Robert Paul | paarrijden | Goud     |
| IJshockey   | Olympisch team             | mannen     | Zilver   |
| Kunstrijden | Don Jackson                | mannen     | Brons    |

## Deelnemers en resultaten

### Alpineskiën
| Olympiër         | Discipline       | Resultaat | Prestatie                    |
| ---------------- | ---------------- | --------- | ---------------------------- |
| Verne Anderson   | afdaling (m)     | 22e       | 2.15,9 (+9,9)                |
| Verne Anderson   | reuzenslalom (m) | 24e       | 1.56,1 (+7,8)                |
| Verne Anderson   | slalom (m)       | 19e       | 2.29,3 (+20,4) 1.17,0+1.12,3 |
| Donald Bruneski  | afdaling (m)     | 28e       | 2.19,9 (+13,9)               |
| Donald Bruneski  | slalom (m)       | 22e       | 2.32,9 (+24,0) 1.19,8+1.13,1 |
| Jean-Guy Brunet  | afdaling (m)     | 26e       | 2.18,2 (+12,2)               |
| Jean-Guy Brunet  | reuzenslalom (m) | 26e       | 1.57,7 (+9,4)                |
| Jean-Guy Brunet  | slalom (m)       | 34e       | 2.58,0 (+49,1) 1.26,1+1.31,9 |
| Jean Lessard     | reuzenslalom (m) | 31e       | 2.04,7 (+16,4)               |
| Frederick Tommy  | afdaling (m)     | 27e       | 2.18,4 (+12,4)               |
| Frederick Tommy  | reuzenslalom (m) | 28e       | 2.00,1 (+11,8)               |
| Frederick Tommy  | slalom (m)       | 25e       | 2.43,9 (+35,0) 1.18,4+1.25,5 |
|                  |                  |           |                              |
| Elizabeth Greene | afdaling (v)     | 32e       | 1.53,3 (+15,7)               |
| Elizabeth Greene | reuzenslalom (v) | 28e       | 1.48,4 (+8,5)                |
| Elizabeth Greene | slalom (v)       | 24e       | 2.10,4 (+20,8) 1.06,0+1.04,4 |
| Nancy Greene     | afdaling (v)     | 22e       | 1.48,3 (+10,7)               |
| Nancy Greene     | reuzenslalom (v) | 26e       | 1.47,4 (+7,5)                |
| Nancy Greene     | slalom (v)       | 31e       | 2.18,0 (+28,4) 1.09,4+1.08,6 |
| Anne Heggtveit   | afdaling (v)     | 12e       | 1.42,9 (+5,3)                |
| Anne Heggtveit   | reuzenslalom (v) | 12e       | 1.42,1 (+2,2)                |
| Anne Heggtveit   | slalom (v)       | Goud      | 1.49,6 54,0+55,6             |
| Nancy Holland    | afdaling (v)     | 17e       | 1.45,2 (+7,6)                |
| Nancy Holland    | reuzenslalom (v) | 29e       | 1.48,7 (+8,8)                |
| Nancy Holland    | slalom (v)       | 12e       | 2.01,1 (+11,5) 1.01,6+59,5   |

### Kunstrijden
| Olympiër                   | Discipline | Resultaat | Prestatie                 |
| -------------------------- | ---------- | --------- | ------------------------- |
| Don Jackson                | mannen     | Brons     | pc. 31,0; 1401,000 punten |
| Donald McPherson           | mannen     | 10e       | pc. 83,0; 1279,700 punten |
| Sandra Tewkesbury          | vrouwen    | 10e       | pc. 78,0; 1296,100 punten |
| Wendy Griner               | vrouwen    | 12e       | pc. 98,0; 1275,000 punten |
| Barbara Wagner Robert Paul | paarrijden | Goud      | pc. 7,0; 80,400 punten    |
| Maria Jelinek Otto Jelinek | paarrijden | 4e        | pc. 26,0; 75,900 punten   |

### Langlaufen
| Olympiër         | Discipline | Resultaat | Prestatie            |
| ---------------- | ---------- | --------- | -------------------- |
| Clarence Servold | 15 km (m)  | 35e       | 57.04,7 (+5.09,2)    |
| Clarence Servold | 30 km (m)  | 36e       | 2:06.37,9 (+15.34,0) |
| Clarence Servold | 50 km (m)  | dnf       | opgave               |
| Irvin Servold    | 15 km (m)  | 47e       | 59.42,0 (+7.46,5)    |
| Irvin Servold    | 30 km (m)  | 40e       | 2:11.50,4 (+20.46,5) |

### Noordse combinatie
| Olympiër         | Discipline | Resultaat | Prestatie                                   |
| ---------------- | ---------- | --------- | ------------------------------------------- |
| Irvin Servold    | mannen     | 25e       | 399,565 punten schans: 177,5 15 km: 222,065 |
| Clarence Servold | mannen     | 28e       | 382,710 punten schans: 144,0 15 km: 238,710 |

### Schaatsen
| Olympiër      | Discipline   | Resultaat | Prestatie         |
| ------------- | ------------ | --------- | ----------------- |
| Larry Mason   | 500 m (m)    | 41e       | 44,7 (+4,5)       |
| Larry Mason   | 1500 m (m)   | 45e       | 2.35,3 (+24,9)    |
| Larry Mason   | 5000 m (m)   | 37e       | 9.23,5 (+1.32,2)  |
| Ralf Olin     | 500 m (m)    | 30e       | 43,1 (+2,9)       |
| Ralf Olin     | 1500 m (m)   | 36e       | 2.23,5 (+13,1)    |
| Ralf Olin     | 5000 m (m)   | 28e       | 8.36,8 (+45,5)    |
| Ralf Olin     | 10.000 m (m) | 27e       | 17.50,9 (+2.04,3) |
| John Sands    | 500 m (m)    | 27e       | 42,8 (+2,6)       |
| John Sands    | 1500 m (m)   | 43e       | 2.28,4 (+18,0)    |
|               |              |           |                   |
| Margaret Robb | 500 m (v)    | 17e       | 50,0 (+4,1)       |
| Margaret Robb | 1000 m (v)   | 19e       | 1.45,8 (+11,7)    |
| Margaret Robb | 1500 m (v)   | 20e       | 2.48,6 (+23,4)    |
| Margaret Robb | 3000 m (v)   | 16e       | 5.43,5 (+29,2)    |
| Doreen Ryan   | 500 m (v)    | 9e        | 47,7 (+1,8)       |
| Doreen Ryan   | 1000 m (v)   | 13e       | 1.38,1 (+4,0)     |
| Doreen Ryan   | 1500 m (v)   | 13e       | 2.34,5 (+9,3)     |
| Doreen Ryan   | 3000 m (v)   | 14e       | 5.39,7 (+25,4)    |

### Schansspringen
| Olympiër         | Discipline | Resultaat | Prestatie                  |
| ---------------- | ---------- | --------- | -------------------------- |
| Jacques Charland | mannen     | 33e       | 186,3 punten (76,5+73,5 m) |
| Gerry Gravelle   | mannen     | 34e       | 185,4 punten (79,5+70,0 m) |
| Alois Moser      | mannen     | 44e       | 151,1 punten (62,0+64,0 m) |

### IJshockey
| Olympiër | Discipline | Resultaat | Prestatie |
| --- | ---------- | --------- | --- |
| Harold Hurley Harry Sinden Jack Douglas Robert Attersley Fred Etcher George Samolenko Don Head Darryl Sly Ken Laufman Floyd Martin James Connelly Robert Forhan Donald Rope Maurice Benoit Robert Rousseau Cliff Pennington Robert McKnight | mannen     | Zilver    | voorronde groep A: 5 - 2 Canada - Zweden 19 - 1 Canada - Japan finaleronde: 12 - 0 Canada - Duits eenheidsteam 4 - 0 Canada - Tsjecho-Slowakije 1 - 2 Canada - Verenigde Staten 6 - 5 Canada - Zweden 8 - 5 Canada - Sovjet-Unie |

Argentinië · Australië · Bulgarije · Canada · Chili · Denemarken · Duits eenheidsteam · Finland · Frankrijk · Groot-Brittannië · Hongarije · IJsland · Italië · Japan · Libanon · Liechtenstein · Nederland · Nieuw-Zeeland · Noorwegen · Oostenrijk · Polen · Sovjet-Unie · Spanje · Tsjecho-Slowakije · Turkije · Verenigde Staten · Zuid-Afrika · Zuid-Korea · Zweden · Zwitserland